# Anglo-indio

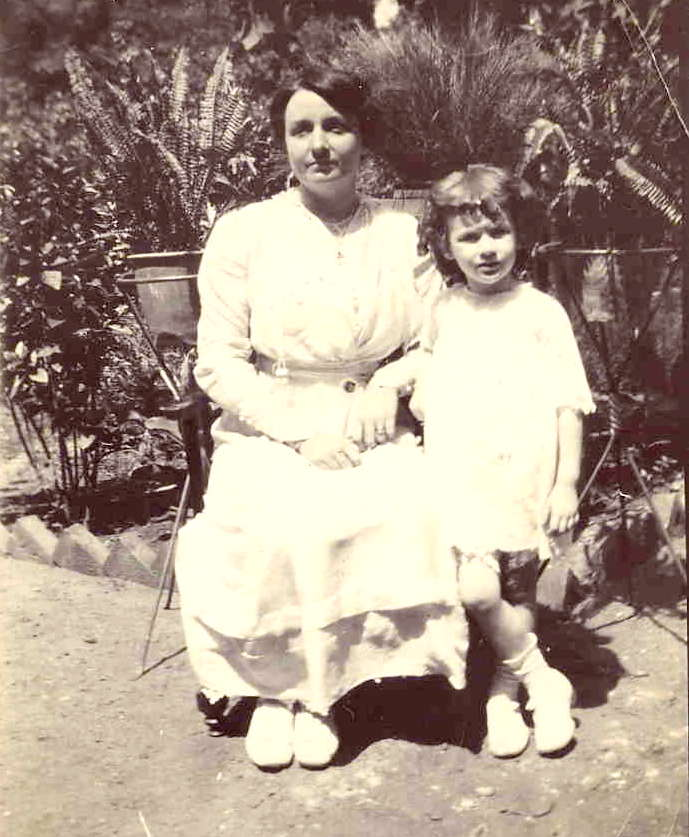
Ejemplo, de una madre y su hija.

Los anglo-indios (o anglos, como se les suele denominar en India) son personas de ascendencia británica e india.
Los anglo-indios forman una pequeña parte de la comunidad minoritaria de la India. La mayoría viven en ciudades grandes, tales como Bombay, Kanpur, Calcuta, Lucknow, Hyderabad, Pune, Madrás, Jhansi, Nagpur, Mysore, Bangalore y Delhi. Antes de la independencia, la mayoría de los anglo-indios trabajaban para los ferrocarriles indios.
Su número en la India ha disminuido perceptiblemente puesto que la mayoría han emigrado al Reino Unido, a los Estados Unidos, a Australia y a Nueva Zelanda. La población anglo-indio en la India se redujo de aproximadamente 800.000 en 1947 a menos de 350.000 en 2010.
La comunidad anglo-india es la única que tiene sus propios representantes fijos (2 miembros nominados) en el Parlamento de la India - el Lok Sabha (la Asamblea del Pueblo). Esto se debe a que la comunidad no tiene estado nativo propio.
Físicamente, los anglo-indios se caracterizan habitualmente por su tez relativamente clara, pelo también claro y apellidos británicos.
- Datos: Q368125